# 闵行经济技术开发区
闵行经济技术开发区，是位于上海市闵行区的国家级经济技术开发区，简称为闵行开发区，规划时以南北向主干道称为昆阳工业点，前身为批准于1982年的闵行新工业区，总面积3.5平方公里。开发区由上海闵行联合发展有限公司负责开发，自称是国家级开发区中占地面积最小的工业开发区。

## 历史
1981年3月初，上海市向时任中华人民共和国国务院副总理谷牧提出利用外资创建出口产品工业区的设想，谷牧表示支持。上海市规划局应进出口办公室的申请，提出了奉贤星火农场、闵行两个选址方案。上海市政府各部门分析认为，闵行地区因基础设施较为完备，适合设立出口产品工业区。同年4月6日，进出口办公室向上海市人民政府请示建立闵行出口产品工业区；7月3日，上海市人民政府批复同意并要求市规划局编制规划方案报批；1982年8月21日，上海市规划局向市人民政府上报《闵行昆阳工业点开发规划方案》，规划建设闵行新工业区，东起沙港，西至昆阳路，北沿剑川路，南至江川路，规划面积2.13平方公里；1982年11月8日，上海市人民政府根据市计划委员会和市建设委员会的意见，原则同意上述开发规划方案，并决定冻结户口，在规划区停建其他工程项目。1983年，上海市开发公司管理处委托上海工业设计院编制详细规划，把昆阳工业点的名称改为闵行开发区，将昆阳路以东的高压供电走廊用地划入闵行开发区。
1983年4月3日，时任上海市副市长裴先白主持召开了闵行开发区征地动迁工作会议，成立了闵行开发区征地动迁领导小组。1983年6月2日，上海市人民政府决定将虹桥开发区、闵行开发区的开发机构合一，正式成立上海市闵行虹桥开发公司；同月，该公司首次邀请200多名外国商人，进行招商引资活动。1984年5月，沪港合资上海环球玩具有限公司成立在开发区成立，成为了第一家进驻开发区的企业。1985年2月，经上海市人民政府、对外经济贸易部批准，成立了开发企业——上海闵行联合发展有限公司，总投资1.7亿元，注册资本1亿元。这家企业是一家内地与香港合资的企业，上海市闵行虹桥开发公司出资65％，中银集团5家成员行出资25％，中国银行上海市分行出资10％，全权负责闵行开发区的发展。
1986年，中华人民共和国国务院正式批准成立国家级闵行经济技术开发区，并约定建设资金由上海市自筹，借用外资由上海市自还。
1991年8月，上海市人民政府上报国务院特区办公室、国家计委及海关总署批准后，闵行开发区用地面积扩大至3.5平方公里。第二期扩大工程分为两块：南块由江川路扩展至黄浦江边；西块东起昆阳路，西至碧溪路，北沿大中华橡胶厂闵行分厂，南到上海重型机器厂。
2014年，上海闵行联合发展有限公司和上海虹桥经济技术开发区联合发展有限公司（虹桥开发区开发实体）进行了资产重组，成立了上级控股公司，即上海地产闵虹（集团）有限公司。

## 对外商优惠政策
据1987年3月23日颁布、2001年1月9日失效的《上海市闵行、虹桥经济技术开发区外商投资优惠规定》，对入驻开发区的外商投资企业，自1987年4月1日开始，上海市对入驻闵行开发区、虹桥开发区的外商投资企业免征地方所得税，至1995年结束（后上海市地方税务局批准延长至2000年）。
此外，闵行开发区的开发公司也给予入驻外商企业一定优惠。入驻外资研发机构，所需土地的场地开发费给予一定的优惠；所需租用的办公、实验用房，首两年零租金，第三年租金打四折，第四年租金打八折；所需的科研设备及按合同随之进口的技术及配套件、备件，除国家规定不予免税的的商品外，免征关税和进口环节增值税。

## 服务中心
1987年，闵行开发区实行“一个窗口、一个图章、一个机构”对外，为外商提供“一站式”服务。1988年1月，闵行开发区建立行政管理服务中心，该中心由上海市外资委牵头举办，为开发区内企业的生产经营、办理申报手续、处理进出口等业务提供服务，号称为全国首例；截至1992年底，上海经济技术开发区海关、上海海关进出口商品检验局、上海市税务局、国家外汇管理局上海分局、上海市财政局、中国人民保险、中国银行、中国工商银行、交通银行、中国建设银行、中国对外贸易运输总公司、上海外轮代理公司、中国外轮理货总公司上海分公司等21家单位入驻。
此外，2002年9月28日，闵行经济技术开发区外商投资服务中心正式揭牌，首批引进了16家各类中介服务机构，服务开发区内企业。

## 入驻企业
入驻开发区的企业有中美上海施贵宝制药有限公司、上海环球玩具有限公司（工商执照已被吊销）、上海三菱电梯有限公司、上海申美饮料食品有限公司、上海新华控制技术 (集团) 有限公司、上海世界针织有限公司、上海强生有限公司等。

## 对外投资
闵行开发区所属上海闵行联合发展有限公司联合申通地铁、上海闵行城市建设投资开发有限公司组建上海莘闵轨道交通线发展有限公司，投资兴建了莘闵轻轨交通线工程，即上海轨道交通5号线（莘庄站—闵行开发区站）。线路全长17.04公里，2002年12月8日建成试通车。